# Honawad, Bijapur
Honawad là một làng thuộc tehsil Bijapur, huyện Bijapur, bang Karnataka, Ấn Độ.